# Alex Belli
Alex Belli, pseudonimo di Alessandro Gabelli (Parma, 22 dicembre 1982), è un modello, attore e personaggio televisivo italiano. Dopo aver iniziato la carriera come modello di moda, ha raggiunto la notorietà presso il grande pubblico recitando nel ruolo di Jacopo Castelli nella soap opera Centovetrine.

## Biografia
Primo di quattro figli maschi, nasce e cresce a Parma, dove la famiglia gestisce un allevamento di cavalli. Appassionato pianista, agli studi da geometra affianca quelli in Composizione musicale e Canto recitativo al Conservatorio di Musica Arrigo Boito, diplomandosi. Impara anche a suonare vari strumenti di musica rock e pop, e per un breve periodo lavora da speaker radiofonico.

## Carriera
Desideroso di lavorare in radio, nel 2001 giunge a Milano, abitando in corso Como con alcuni amici. Notato da un booker della The Fashion Model Management, inizia a fare casting, sfilando per la prima volta per Gianfranco Ferré. Viene in seguito scelto personalmente da Giorgio Armani.
Inizia a lavorare come modello, sfilando in tantissime città del mondo come New York, Londra e Parigi, per Giorgio Armani e altre griffe di moda. Nel 2007 apre a Milano il suo studio da fotografo e videomaker, AxB Production, occupandosi di moda e pubblicità. Successivamente, alla carriera di modello e fotografo affianca quella di attore, su consiglio di Fioretta Mari. A teatro recita nel musical La Surprise de l'amour, con la regia di Marco Bracco. Nel 2009 affianca Claudia Gerini in uno spot per la compagnia telefonica 3, e viene scelto per recitare nella soap opera di Canale 5 CentoVetrine, dove dal 2010 è nel cast fisso nel ruolo di Jacopo Castelli. Nell'inverno 2012 partecipa, in coppia con Samanta Togni, come concorrente all'ottava edizione del talent show di Rai 1 Ballando con le stelle.
Nel settembre 2012 ha prodotto e girato un film uscito nelle sale cinematografiche l'11 aprile 2013 con il titolo di Un'insolita vendemmia. Nell'inverno 2015 è uno dei concorrenti della decima edizione del reality L'isola dei famosi, condotto da Alessia Marcuzzi su Canale 5. Viene eliminato in semifinale prima contro Valerio Scanu con l'86% dei voti e poi nello spareggio con Rocco Siffredi con il 31% dei voti in positivo, non entrando così a far parte della rosa dei cinque finalisti. Nel contempo l'attore continua a lavorare a CentoVetrine fino alla fine della sua messa in onda, avvenuta nel 2016.
Nel 2017 recita nel film The Broken Key di Louis Nero. Nel 2019 recita in due film diretti da Adelmo Togliani: Ciao Nina e Dagli occhi dell'amore. Nel 2021 è un concorrente della sesta edizione del Grande Fratello VIP dal quale viene squalificato, dopo 3 mesi, per aver violato le regole sul COVID-19 ma, dopo 2 mesi, rientra nella casa come ospite per 10 giorni.
Due anni dopo è uno dei concorrenti di Tale e quale show su Rai 1.

## Vita privata
Dopo una relazione dal 2004 al 2007 con Hellen Scopel, modella veneta, conosce nel backstage di una sfilata di Roberto Cavalli la modella slovacca Katarina Raniaková, con cui va a convivere nel 2008 e che sposa nel 2013, ma da cui si separa ufficialmente nel 2017. Dal 2017 al 2019 ha una relazione con la modella marocchina Mila Suarez. Il 26 giugno 2021 scambia le promesse d'amore con la modella e attrice venezuelana Delia Duran.

## Filmografia

### Attore

#### Cinema
- Un'insolita vendemmia, regia di Daniele Carnacina (2013)
- The Broken Key, regia di Louis Nero (2017)
- Ciao Nina, regia di Adelmo Togliani (2019) - cortometraggio
- Dagli occhi dell'amore, regia di Adelmo Togliani (2019)

#### Televisione
- Camera Café – serie TV, 1 episodio (2007)
- CentoVetrine – soap opera (2010-2016)
- Sacrificio d'amore – serie TV (2017-2018)
- Furore – serie TV (2018)

## Teatrografia
- La Surprise de l'amour, regia di Marco Bracco (2007)
- Men in Italy: the musical fascion show, regia di Alfonso Lambo (2018)[15]

## Programmi televisivi
- Ballando con le stelle 8 (Rai 1, 2012) – Concorrente
- L'isola dei famosi 10 (Canale 5, 2015) – Concorrente
- Temptation Island VIP 2 (Canale 5, 2019) – Concorrente
- Grande Fratello VIP 6 (Canale 5, 2021) – Concorrente
- Tale e quale show 13 (Rai 1, 2023) – Concorrente
- Ciao Darwin (Canale 5, 2024) – Concorrente